# Yanadis
Els yanadis són un poble adivasi (aborigen) d'Andhra Pradesh, Índia.
El seu modus de viure és primitiu i es troben encara en un estadi de recol·lectors-caçadors. A l'inici del segle eren uns cent mil dels que dos terços vivien al sud del districte de Nellore especialment a la jungla de Shriharikota. Vivien dels productes de la terra que en part venien, i de la cacera; a l'inici del segle XX encara encenien el foc fregant dos pals. Foren protegits pel govern britànic.